# Volta ao Algarve 2022
La Volta ao Algarve 2022, quarantottesima edizione della corsa, valevole come quinta prova dell'UCI ProSeries 2022 categoria 2.Pro, si è svolta in 5 tappe dal 16 al 20 febbraio 2022 su un percorso di 798,1 km, con partenza da Portimão e arrivo ad Alto do Malhão, in Portogallo. La vittoria fu appannaggio del belga Remco Evenepoel, che ha completato il percorso in 19h35'03" alla media di 40,752 km/h precedendo lo statunitense Brandon McNulty e il colombiano Daniel Martínez.
Al traguardo di Alto do Malhão 133 ciclisti, dei 165 partiti da Portimão, hanno portato a termine la competizione.

## Tappe
| Tappa  | Data        | Percorso                                                | km    | Vincitore di tappa | Leader cl. generale |
| ------ | ----------- | ------------------------------------------------------- | ----- | ------------------ | ------------------- |
| 1ª     | 16 febbraio | Portimão > Lagos                                        | 199,1 | Fabio Jakobsen     | Fabio Jakobsen      |
| 2ª     | 17 febbraio | Albufeira > Alto da Fóia                                | 182,4 | David Gaudu        | David Gaudu         |
| 3ª     | 18 febbraio | Almodôvar > Faro                                        | 211,4 | Fabio Jakobsen     | David Gaudu         |
| 4ª     | 19 febbraio | Vila Real de Santo António > Tavira (cron. individuale) | 32,2  | Remco Evenepoel    | Remco Evenepoel     |
| 5ª     | 20 febbraio | Lagoa > Alto do Malhão                                  | 173   | Sergio Higuita     | Remco Evenepoel     |
| Totale | Totale      | Totale                                                  | 798,1 |                    |                     |

## Squadre e corridori partecipanti
| N.      | Cod. | Squadra                     |
| ------- | ---- | --------------------------- |
| 1-7     | IGD  | Ineos Grenadiers            |
| 11-17   | AST  | Astana Qazaqstan Team       |
| 21-27   | BOH  | Bora-Hansgrohe              |
| 31-37   | COF  | Cofidis                     |
| 41-46   | GFC  | Groupama-FDJ                |
| 51-57   | IWG  | Intermarché-Wanty-Gobert    |
| 62-66   | TJV  | Jumbo-Visma                 |
| 71-77   | QST  | Quick-Step Alpha Vinyl Team |
| 81-86   | TFS  | Trek-Segafredo              |
| 91-96   | UAD  | UAE Team Emirates           |
| 101-107 | AFC  | Alpecin-Fenix               |
| 111-117 | CJR  | Caja Rural-Seguros RGA      |
| 121-127 | EUS  | Euskaltel-Euskadi           |

| N.      | Cod. | Squadra                          |
| ------- | ---- | -------------------------------- |
| 133-137 | HPM  | Human Powered Health             |
| 141-147 | ARK  | Team Arkéa-Samsic                |
| 151-157 | CDF  | ABTF-Feirense                    |
| 161-167 | ATM  | Atum General-Tavira M. N. H.     |
| 171-177 | ALL  | Aviludo-Louletano-Loulé Concelho |
| 181-187 | EFC  | Efapel Cycling                   |
| 191-197 | GCT  | Glassdrive-Q8-Anicolor           |
| 201-207 | KSU  | Kelly Simoldes UDO               |
| 211-217 | LAA  | LA Alumínios-Credibom-Marcos Car |
| 221-227 | RPB  | Rádio Popular-Paredes-Boavista   |
| 231-237 | TAV  | Tavfer-Mortágua-Ovos Matinados   |
| 241-247 | W52  | W52-FC Porto                     |

## Dettagli delle tappe

### 1ª tappa
- 16 febbraio: Portimão > Lagos – 199,1 km

Risultati
| Pos. | Corridore          | Squadra     | Tempo    |
| ---- | ------------------ | ----------- | -------- |
| 1    | Fabio Jakobsen     | Quick-Step  | 4h56'29" |
| 2    | Bryan Coquard      | Cofidis     | s.t.     |
| 3    | Alexander Kristoff | Intermarché | s.t.     |

| Pos. | Corridore          | Squadra     | Tempo    |
| ---- | ------------------ | ----------- | -------- |
| 1    | Fabio Jakobsen     | Quick-Step  | 4h56'29" |
| 2    | Bryan Coquard      | Cofidis     | s.t.     |
| 3    | Alexander Kristoff | Intermarché | s.t.     |

### 2ª tappa
- 17 febbraio: Albufeira > Alto da Fóia – 182,4 km

Risultati
| Pos. | Corridore           | Squadra  | Tempo    |
| ---- | ------------------- | -------- | -------- |
| 1    | David Gaudu         | Groupama | 4h50'51" |
| 2    | Samuele Battistella | Astana   | a 1"     |
| 3    | Ethan Hayter        | Ineos    | s.t.     |

| Pos. | Corridore       | Squadra    | Tempo    |
| ---- | --------------- | ---------- | -------- |
| 1    | David Gaudu     | Groupama   | 9h47'20" |
| 2    | Brandon McNulty | UAE        | a 1"     |
| 3    | Remco Evenepoel | Quick-Step | s.t.     |

### 3ª tappa
- 18 febbraio: Almodôvar > Faro – 211,4 km

Risultati
| Pos. | Corridore      | Squadra    | Tempo    |
| ---- | -------------- | ---------- | -------- |
| 1    | Fabio Jakobsen | Quick-Step | 4h54'51" |
| 2    | Tim Merlier    | Alpecin    | s.t.     |
| 3    | Bryan Coquard  | Cofidis    | s.t.     |

| Pos. | Corridore       | Squadra  | Tempo     |
| ---- | --------------- | -------- | --------- |
| 1    | David Gaudu     | Groupama | 14h42'11" |
| 2    | Brandon McNulty | UAE      | a 1"      |
| 3    | Ethan Hayter    | Ineos    | s.t.      |

### 4ª tappa
- 19 febbraio: Vila Real de Santo António > Tavira – Cronometro individuale –  32,2 km

Risultati
| Pos. | Corridore       | Squadra    | Tempo   |
| ---- | --------------- | ---------- | ------- |
| 1    | Remco Evenepoel | Quick-Step | 37'49"  |
| 2    | Stefan Küng     | Groupama   | a 58"   |
| 3    | Ethan Hayter    | Ineos      | a 1'06" |

| Pos. | Corridore       | Squadra    | Tempo     |
| ---- | --------------- | ---------- | --------- |
| 1    | Remco Evenepoel | Quick-Step | 15h20'01" |
| 2    | Ethan Hayter    | Ineos      | a 1'06"   |
| 3    | Brandon McNulty | UAE        | a 1'25"   |

### 5ª tappa
- 20 febbraio: Lagoa > Alto do Malhão –  173 km

Risultati
| Pos. | Corridore       | Squadra | Tempo    |
| ---- | --------------- | ------- | -------- |
| 1    | Sergio Higuita  | Bora    | 4h14'53" |
| 2    | Daniel Martínez | Ineos   | s.t.     |
| 3    | Brandon McNulty | UAE     | a 1"     |

| Pos. | Corridore       | Squadra    | Tempo     |
| ---- | --------------- | ---------- | --------- |
| 1    | Remco Evenepoel | Quick-Step | 19h35'03" |
| 2    | Brandon McNulty | UAE        | a 1'17"   |
| 3    | Daniel Martínez | Ineos      | a 1'21"   |

## Evoluzione delle classifiche
| Tappa              | Vincitore          | Classifica generale Maglia gialla | Classifica a punti Maglia rossa | Classifica scalatori Maglia azzurra | Classifica giovani Maglia bianca | Classifica a squadre        |
| ------------------ | ------------------ | --------------------------------- | ------------------------------- | ----------------------------------- | -------------------------------- | --------------------------- |
| 1ª                 | Fabio Jakobsen     | Fabio Jakobsen                    | Fabio Jakobsen                  | João Matias                         | Remco Evenepoel                  | Quick-Step Alpha Vinyl Team |
| 2ª                 | David Gaudu        | David Gaudu                       | Fabio Jakobsen                  | David Gaudu                         | Remco Evenepoel                  | Ineos Grenadiers            |
| 3ª                 | Fabio Jakobsen     | David Gaudu                       | Fabio Jakobsen                  | João Matias                         | Remco Evenepoel                  | Ineos Grenadiers            |
| 4ª                 | Remco Evenepoel    | Remco Evenepoel                   | Fabio Jakobsen                  | João Matias                         | Remco Evenepoel                  | Ineos Grenadiers            |
| 5ª                 | Sergio Higuita     | Remco Evenepoel                   | Fabio Jakobsen                  | João Matias                         | Remco Evenepoel                  | Ineos Grenadiers            |
| Classifiche finali | Classifiche finali | Remco Evenepoel                   | Fabio Jakobsen                  | João Matias                         | Remco Evenepoel                  | Ineos Grenadiers            |

Maglie indossate da altri ciclisti in caso di due o più maglie vinte
- Nella 2ª tappa Bryan Coquard ha indossato la maglia verde al posto di Fabio Jakobsen;
- Nella 3ª tappa João Matias ha indossato la maglia blu al posto di David Gaudu;
- Nella 5ª tappa Johannes Staune-Mittet ha indossato la maglia bianca al posto di Remco Evenepoel.

## Classifiche finali

### Classifica generale - Maglia gialla
| Pos. | Corridore          | Squadra     | Tempo     |
| ---- | ------------------ | ----------- | --------- |
| 1    | Remco Evenepoel    | Quick-Step  | 19h35'03" |
| 2    | Brandon McNulty    | UAE         | a 1'17"   |
| 3    | Daniel Martínez    | Ineos       | a 1'21"   |
| 4    | Ethan Hayter       | Ineos       | a 1'39"   |
| 5    | David Gaudu        | Groupama    | a 2'00"   |
| 6    | Tobias Foss        | Jumbo       | a 2'04"   |
| 7    | Stefan Küng        | Groupama    | a 2'16"   |
| 8    | Thibault Guernalec | Arkéa       | a 2'41"   |
| 9    | Sven Erik Bystrøm  | Intermarché | a 3'13"   |
| 10   | Dylan van Baarle   | Ineos       | a 3'38"   |

### Classifica a punti - Maglia rossa
| Pos. | Corridore          | Squadra     | Punti |
| ---- | ------------------ | ----------- | ----- |
| 1    | Fabio Jakobsen     | Quick-Step  | 51    |
| 2    | Bryan Coquard      | Cofidis     | 36    |
| 3    | Alexander Kristoff | Intermarché | 29    |
| 4    | David Gaudu        | Groupama    | 23    |
| 5    | Brandon McNulty    | UAE         | 20    |

### Classifica scalatori - Maglia azzurra
| Pos. | Corridore       | Squadra  | Punti |
| ---- | --------------- | -------- | ----- |
| 1    | João Matias     | Tavfer   | 15    |
| 2    | David Gaudu     | Groupama | 12    |
| 3    | Dries De Bondt  | Alpecin  | 10    |
| 4    | Ethan Hayter    | Ineos    | 9     |
| 5    | Brandon McNulty | UAE      | 7     |

### Classifica giovani - Maglia bianca
| Pos. | Corridore        | Squadra    | Tempo     |
| ---- | ---------------- | ---------- | --------- |
| 1    | Remco Evenepoel  | Quick-Step | 19h35'03" |
| 2    | J. Staune-Mittet | Jumbo      | a 11'32"  |
| 3    | Pedro Pinto      | Tavfer     | a 12'05"  |
| 4    | António Ferreira | Kelly      | a 26'10"  |
| 5    | Afonso Silva     | Kelly      | a 27'11"  |

### Classifica a squadre
| Pos. | Squadra           | Tempo     |
| ---- | ----------------- | --------- |
| 1    | Ineos Grenadiers  | 58h51'40" |
| 2    | Team Arkéa-Samsic | a 3'57"   |
| 3    | Groupama-FDJ      | a 6'26"   |
| 4    | Trek-Segafredo    | a 13'20"  |
| 5    | Jumbo-Visma       | a 14'27"  |